# Palácio Presidencial (Hanói)
Palácio presidencial (Vietnamita: Phủ Chủ tịch) é a residência oficial do Presidente da República do Vietnã localizada na capital do pais em Hanói.

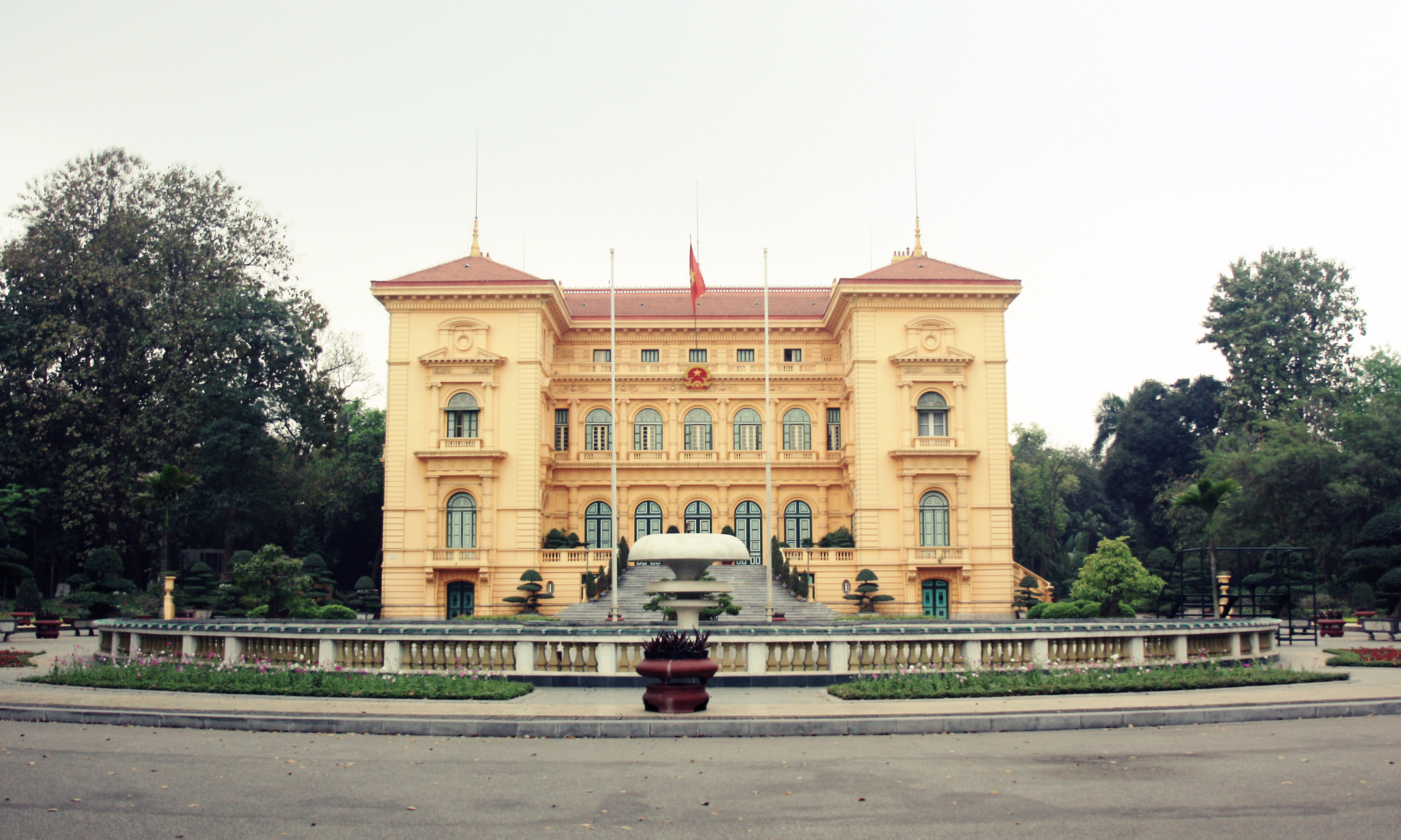
Palácio Presidencial em Abril de 2011

## História
O Palácio é a antiga residência dos governadores gerais da Indochina francesa. Foi construído entre 1900 e 1906 pelo arquiteto francês Auguste Henri Vildieu sob o comando do governo de Paul Doumer no tempo quando fez parte do Império Colonial Francês. Seu estilo de Arquitetura do neoclassicismo com alguns elementos neo-renascentista. A área do palácio é de 1.300 m² e do parque de 14 hectares.